# Hesperocranum rothi
Genre
Espèce
Hesperocranum rothi, unique représentant du genre Hesperocranum, est une espèce d'araignées aranéomorphes de la famille des Liocranidae.

## Distribution
Cette espèce est endémique des États-Unis. Elle se rencontre en Californie et en Oregon.

## Description
Les mâles mesurent de 2,28 à 3,23 mm et les femelles de 2,69 à 4,06 mm

## Étymologie
Cette espèce est nommée en l'honneur de Vincent Daniel Roth.

## Publication originale
- Ubick & Platnick, 1991 : On Hesperocranum, a new spider genus from western North America (Araneae, Liocranidae). American Museum novitates, no 3019, p. 1-12 (texte intégral).